# محوطه چغور باغ
محوطه چغور باغ مربوط به سده‌های میانه دوران‌های تاریخی پس از اسلام است و در شهرستان بجنورد، بخش مرکزی، دهستان الاداغ، ۵۰۰ متری جنوب روستای الله وردیخان واقع شده و این اثر در تاریخ ۳۰ بهمن ۱۳۸۶ با شمارهٔ ثبت ۲۱۱۰۹ به‌عنوان یکی از آثار ملی ایران به ثبت رسیده است.